# 仟湖漁業
仟湖魚業集團有限公司，簡稱仟湖魚業集團、仟湖集團，以及仟湖魚業（英語：Qian Hu Corporation Limited，SGX：552），是在1970年由葉迪惠兄弟創立，之後由葉金利（董事會主席及總裁）主理。
業務主要經營觀賞魚，以及養魚配件專門店，而地區包括以新加坡為主，其次是馬來西亞（金江水产有限公司）、中國、泰國，以及印度。
股份則在2000年11月8日於新加坡交易所創業板上市，之後在2002年11月11日轉了主板上市。總部位於No. 71 Jalan Lekar Singapore 698950。而招股價為0.3坡元，所有發售股份數目為12,750,000股，集資額為3825000坡元。

## 連結
- QianHu.com（页面存档备份，存于）